# Fachzentrum Trauerseelsorge des Bistums Limburg

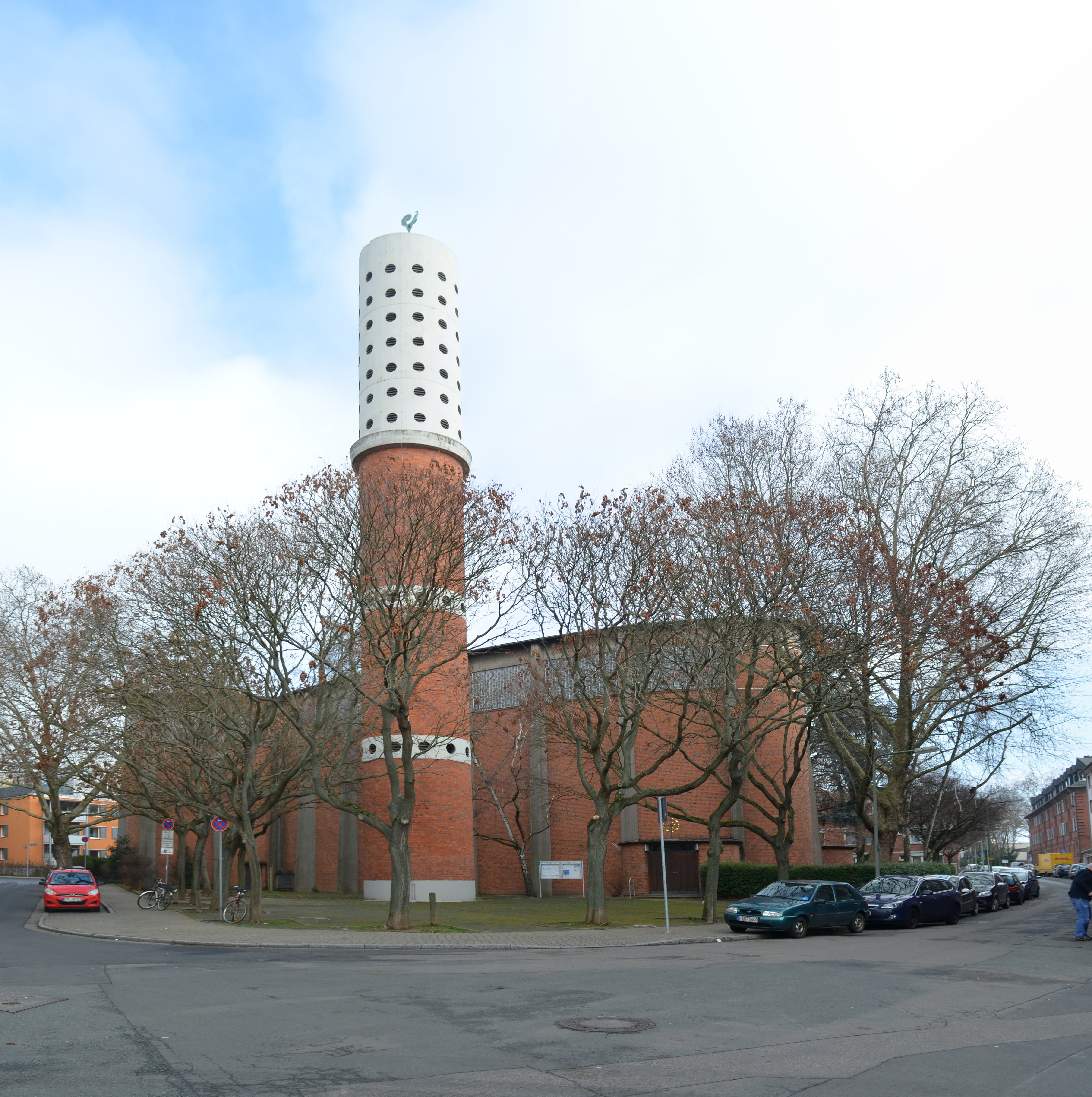
Kirche St. Michael von Südwesten

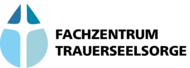
Logo des Fachzentrums Trauerseelsorge St. Michael

Logo des Bistums Limburg

Das Fachzentrum Trauerseelsorge des Bistums Limburg ist eine sogenannte Profilkirche des Bistums Limburg. Das zentrale Ziel der Arbeit des Zentrums ist ein versöhnter Umgang mit Abschied, Sterben und Tod auf der Grundlage christlicher Hoffnung auf Auferstehung. Darüber hinaus wurden in der Kirche des Zentrums bis zum Beginn des Umbaus in eine Begräbniskirche auch regelmäßige Gottesdienste gefeiert. Auch nach dem Umbau sollen noch Gottesdienste zusätzlich zu den Trauerfeiern in der Kirche stattfinden, regelmäßige Eucharistiefeiern kann es jedoch nicht geben, da das Zentrum keinen eigenen Priester mehr hat. Während des Umbaus findet Freitags ein Wortgottesdienst für Trauernde in der Kapelle des Zentrums statt. Das Zentrum befindet sich in Frankfurt-Nordend in einem Wohngebiet.

## Geschichte

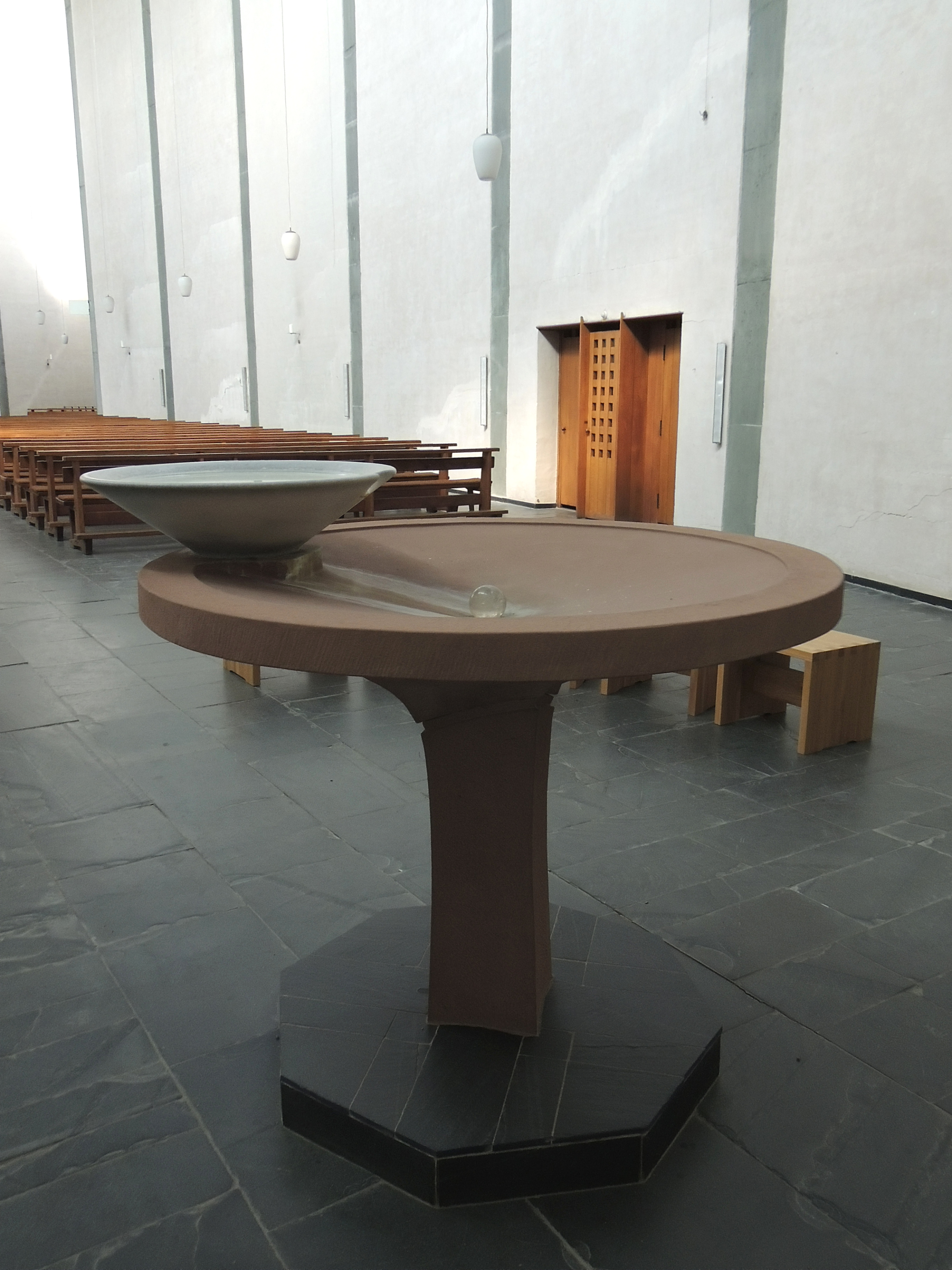
Ort des Taufgedenkens im Eingangsbereich

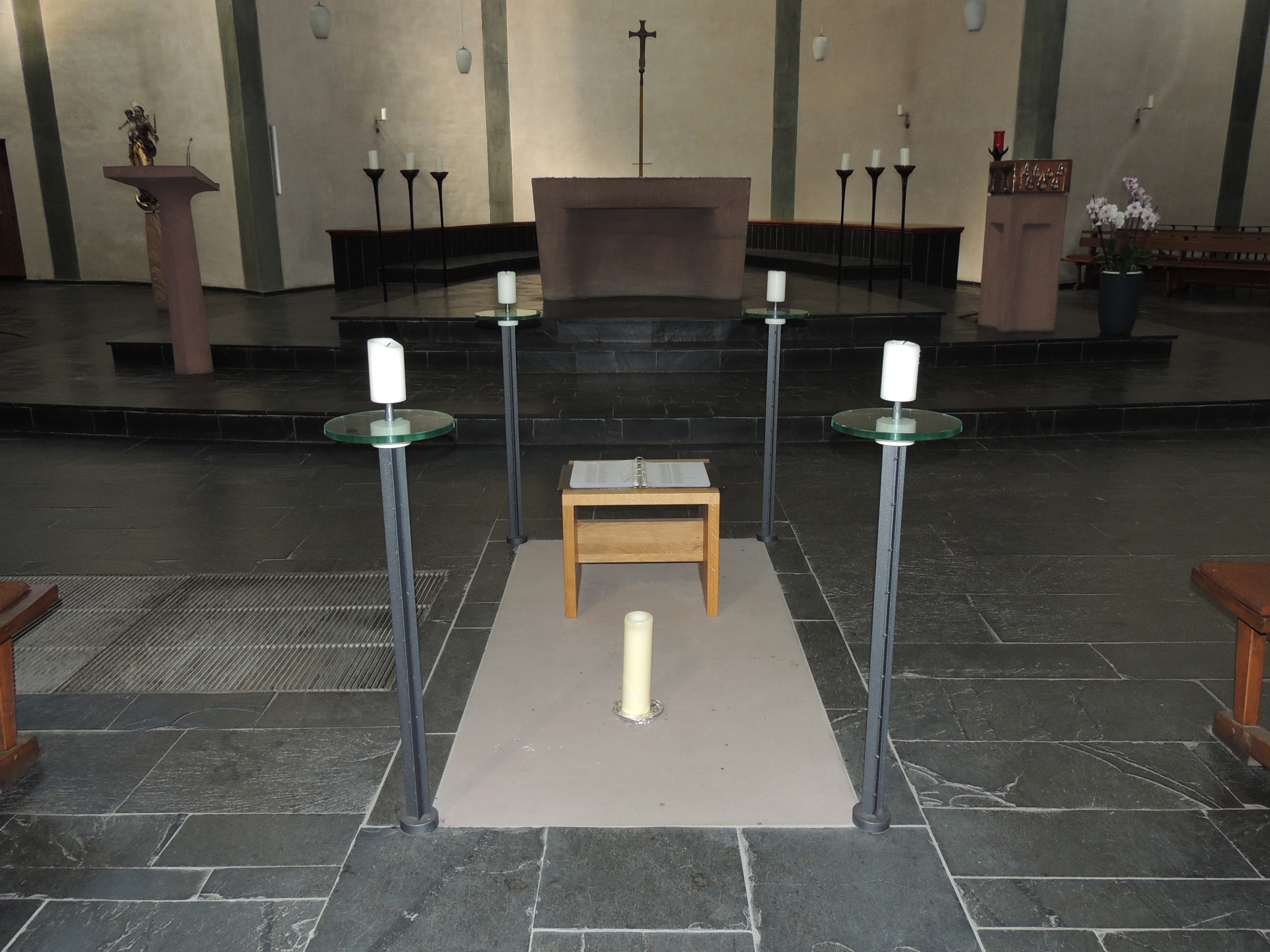
Ort des Totengedenkens im Altarraum

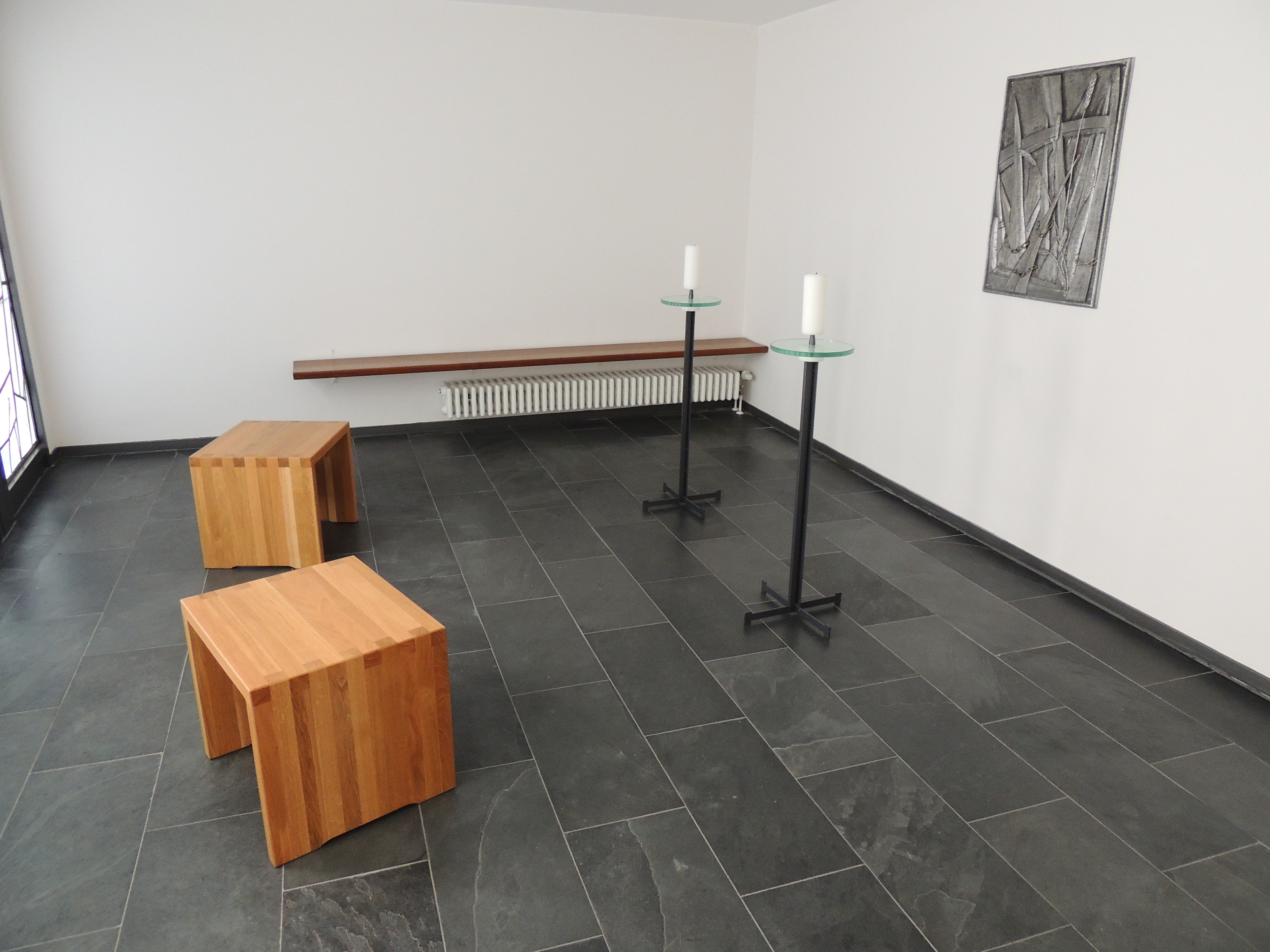
Kapelle im Fachzentrum Trauerseelsorge

2004 führte der damalige Bischof des Bistums Limburg Franz Kamphaus eine Visitationsreise durch die Kirchengemeinden in Frankfurt am Main durch. Ein Ergebnis war mit Blick auf die Großstadt Frankfurt, wie eine Metropole mit dem Sterben und dem Tod umgeht und wie Christen besondere Zeichen setzen können. Am 15. Januar 2007 unterzeichnete Bischof Franz Kamphaus die Urkunde über die Errichtung eines Zentrums für Trauerseelsorge in der ehemaligen Pfarrkirche St. Michael im Frankfurter Stadtteil Nordend. Diese Urkunde wurde zum 1. Juli 2007 wirksam.
Das Zentrum ist eine pastorale Einrichtung des Bistums und untersteht der Dezernentin für Pastorale Dienste des Bischöflichen Ordinariates (Stand 06/2024: Dr. Hildegard Wustmans). Verantwortet wurde das Angebot bis 2019 von einem Pfarrer der Priestergemeinschaft Oratorium des Heiligen Philipp Neri und einer Ordensschwester der Congregatio Jesu und seit dem 1. Januar 2020 von der Pastoralreferentin Verena Maria Kitz. Sie begleitete die Planungen für die erste Urnenbegräbniskirche im Bistum Limburg und arbeitete in Kooperation mit der Stadtkirche an der Neuformatierung des Konzeptes des Zentrums für Trauerpastoral. Es war die erste Einrichtung dieser Art in Deutschland.
Im Laufe des Jahres 2025 begann die bauliche Umgestaltung der Kirche zu der ersten Begräbniskirche für Urnen in Hessen mit 2500 Begräbnisplätzen.

## Programm
Das Angebot des Hauses ist christlich geprägt, richtet sich jedoch an Menschen aller Konfessionen, Weltanschauungen und Kulturen. Das Team veröffentlicht halbjährlich ein Programm. Das Zentrum bietet Seelsorge und Beistand im Sterben und bei Todesfällen; Sterbebegleitung; Begleitung für Hinterbliebene in Einzel- oder Gruppengesprächen; Informationsveranstaltungen über Abschied, Vergänglichkeit, Sterben und Tod und die Qualifizierung ehrenamtlicher Mitarbeiter. Es ist ein Ort des Totengedenkens im persönlichen Gebet oder der Fürbitte in Gemeinschaft im Gottesdienst. Intern und extern werden Vorträge und Seminare zu Themen wie der Bestattungskultur, Patientenverfügung oder Klagelieder angeboten. Es gibt Rundgänge über Friedhöfe in Frankfurt und Umgebung. Als Fachstelle des Dezernats Pastorale Dienste im Bischöflichen Ordinariat des Bistums Limburg werden kirchliche Interessen und Positionen im Bereich der Trauerpastoral formuliert. Das Zentrum besitzt eine kleine Kapelle als Raum zur Abschiedsnahme, in dem auch Aufbahrungen möglich sind. Für Beerdigungsveranstaltungen steht ein Saal zur Verfügung. Eine Fachbibliothek umfasst die Themengebiete Trauerpastoral mit dem Schwerpunkt Trauerbegleitung und Bestattungskultur. Die Kirche ist an Nachmittagen stundenweise zur Andacht geöffnet.

## Umgestaltung
Die Umwandlung der Gemeindekirche in die Kirche des Zentrums für Trauerseelsorge führte in ihrem Inneren zu zwei liturgischen Akzentsetzungen: Es wurden ein Ort des Taufgedenkens und ein Ort des Totengedenkens eingerichtet. Der Ort des Taufgedenkens umfasste einen Taufbrunnen, der am Schnittpunkt der Laufachsen der beiden Eingänge aufgestellt wurde. Dieser wurde durch eine Stele aus Stein ergänzt, die als Kerzenständer für die Osterkerze diente und an der Stelle des alten Taufbeckens aufgestellt wurde. Das Bodenmosaik von Ludwig Becker wurde von der Kirche in den Eingangsbereich des Zentrums transferiert. Der Ort des Totengedenkens lag vor dem Altarraum zwischen den ersten Bankreihen und bestand aus einer in den mit Schiefer belegten Boden eingefügten und von vier Kerzenleuchtern umstandenen Platte aus Sandstein. Auf dieser lag das Totenbuch mit den Namen der Verstorbenen aus der Pfarrei St. Michael (bis 2007) bzw. St. Josef. Bei Requien oder Abschiedsfeiern konnte hier der Sarg bzw. Blumen und Kerzen platziert werden. Ein von Georg Meistermann für die 2005 abgerissene Kirche St. Raphael in Berlin-Gatow geschaffenes Glasfenster wurde 2012 in der Kapelle des Zentrums für Trauerseelsorge neben der Kirche eingebaut.
Bei dem Umbau zur Begräbniskirche im Jahr 2025 für 2500 Urnen erfolgt eine Umgestaltung des Innenraums in neun große und zwei kleinere offene Kreise, die sich in dem langgezogenen Raum verteilen. Darüber hinaus entstehen runde Sitzbereiche auf dem Vorplatz der Kirche und zwei kreisförmige Urnenwände sowie das „Ewigkeitsgrab“ im Kirchgarten nach einem Entwurf des Architektenbüros Meixner, Schlüter und Wendt. bei der Umgestaltung bleibt der lichterfüllte hohe Raum erhalten. Die Urnenplätze werden in 2,50 Meter hohen offenen Ringen angelegt, die ein Motiv des ursprünglichen Architekten der Kirche Rudolf Schwarz aufgreift. Die Öffnung stellt ein Schwelle vom Weltlichen zum Ewigen, zwischen Diesseits und Jenseits dar. Die unterschiedlich weiten Zylinderfragmente sind entlang der von dem Taufbrunnen und dem Altar bestimmten Längsachse angeordnet. Die Figur von Kreis und Zylinder taucht auch in den Außenbereichen in den kreisförmigen Sitzbereichen auf. In den Urnenwänden aus Beton werden die Urnen in Kammern aus Holz bestattet. Die Umrisse der Urnen sind Milchglasscheiben zu erkennen. Nach einer 15-jährigen Ruhezeit soll die Asche aus den Urnen im angeschlossenen Trauergarten einen Platz finden. Die Begräbniskirche soll feste Öffnungszeiten haben, bei denen immer eine Ansprechperson vor Ort ist. Gegenüber dem Eingangsbereich wird sich ein neu gestalteter Gesprächsraum befinden. Angemessene Kulturveranstaltungen wie Konzerte, Lesungen und Theateraufführungen sind geplant.

## Kirche und Pfarrgemeinde
Das Zentrum befindet sich auf dem Gemeindegebiet der Pfarrei St. Josef Frankfurt am Main, die seit dem 1. Januar 2015 eine Pfarrei neuen Typs ist, in deren Gemeindegebiet sich vier Kirchen als sogenannte Kirchorte und zwei Kirchen als sogenannte Profilkirchen befinden. Eine dieser Profilkirchen ist die zum Zentrum gehörende Kirche St. Michael, die für die Veranstaltungen und Gottesdienste des Zentrums genutzt wurde. Die Gebäude werden von der Stadtkirche Frankfurt am Main verwaltet. Die Kirche war darüber hinaus Filialkirche der Pfarrei St. Josef mit noch rege Zusammenarbeit besteht. Jetzt befindet sie sich in direkter Trägerschaft des Bistums Limburg. Die Pfarrbibliothek der Pfarrgemeinde befindet sich in den Räumen von St. Michael.

## Verkehrsanbindung
Die Kirche St. Michael ist von den Haltestellen Nibelungenplatz/FH und Münzenberger Straße der Linie 18 in der Friedberger Landstraße und von der Haltestelle Nibelungenplatz/FH der Omnibus-Linien 30 und 32 in wenigen Minuten zu Fuß zu erreichen.